# Jimmi Bredahl
Pour les articles homonymes, voir Bredahl.
Jimmi Bredahl est un boxeur danois né le 26 août 1967 à Copenhague.

## Carrière
Champion d'Europe EBU des poids super-plumes le 7 mars 1992, il devient champion du monde WBO de la catégorie le 4 septembre 1992 après sa victoire aux points contre le français Daniel Londas. Bredahl conserve son titre aux dépens de Renato Cornetti mais s'incline le 5 mars 1994 face à l'américain Oscar de la Hoya. Il met un terme à sa carrière en 1996 sur un bilan de 26 victoires et 3 défaites.

## Référence
1. ↑   (en) Daniel Londas vs. Jimmi Bredahl (boxrec.com)